# Ceniza volcánica

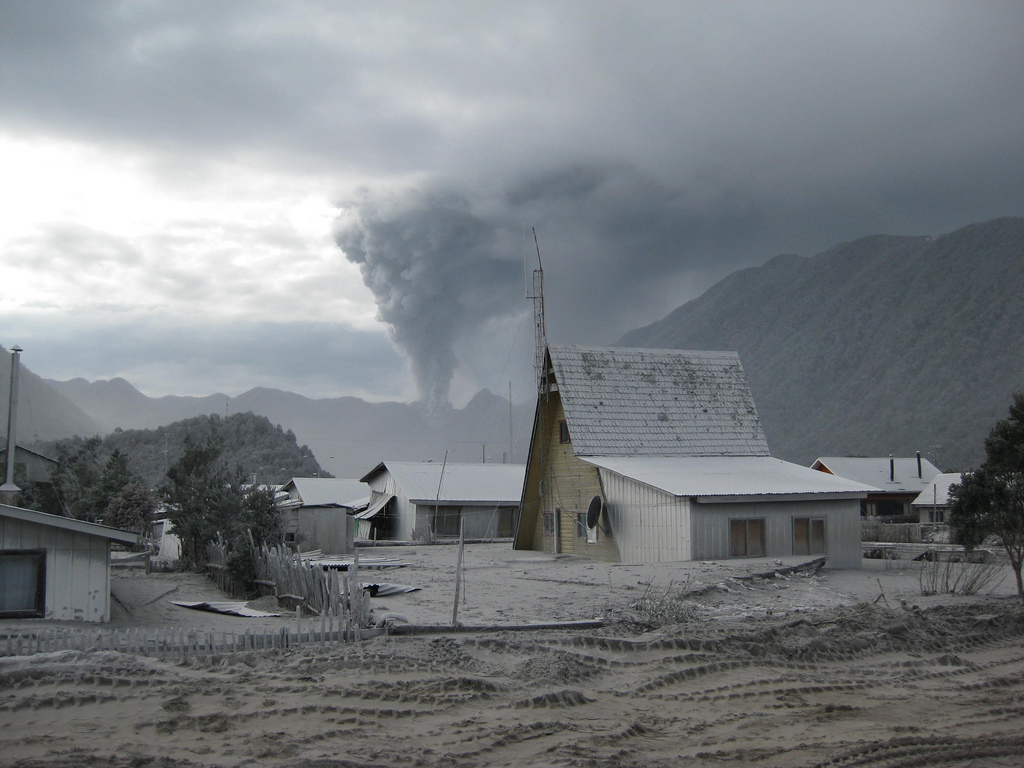
En la imagen se muestra a la ciudad de Chaitén cubierta de ceniza volcánica y al fondo se observa la columna eruptiva de 2008 del volcán del mismo nombre.

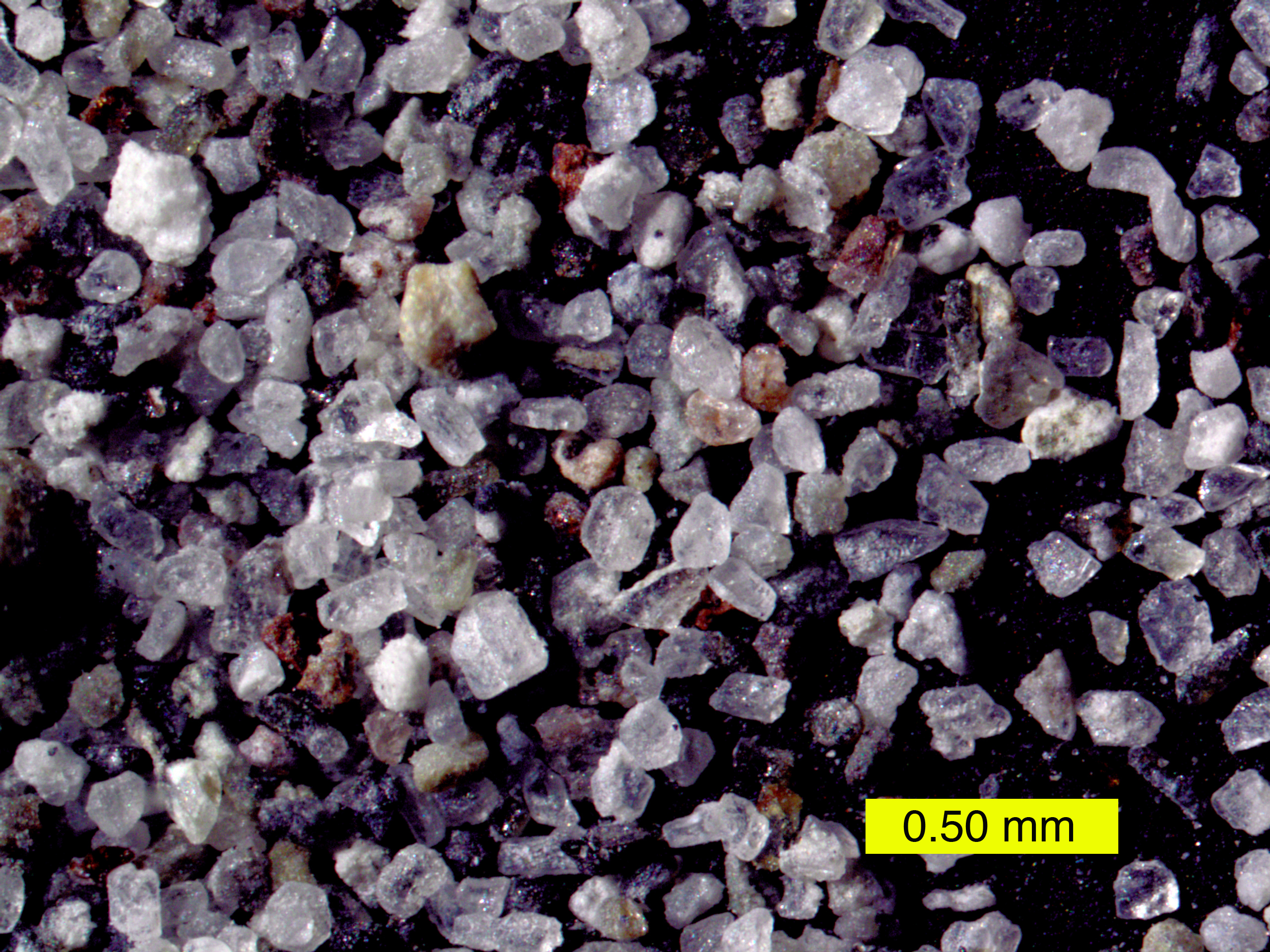
Ceniza volcánica de la erupción del Monte Santa Helena en 1980.

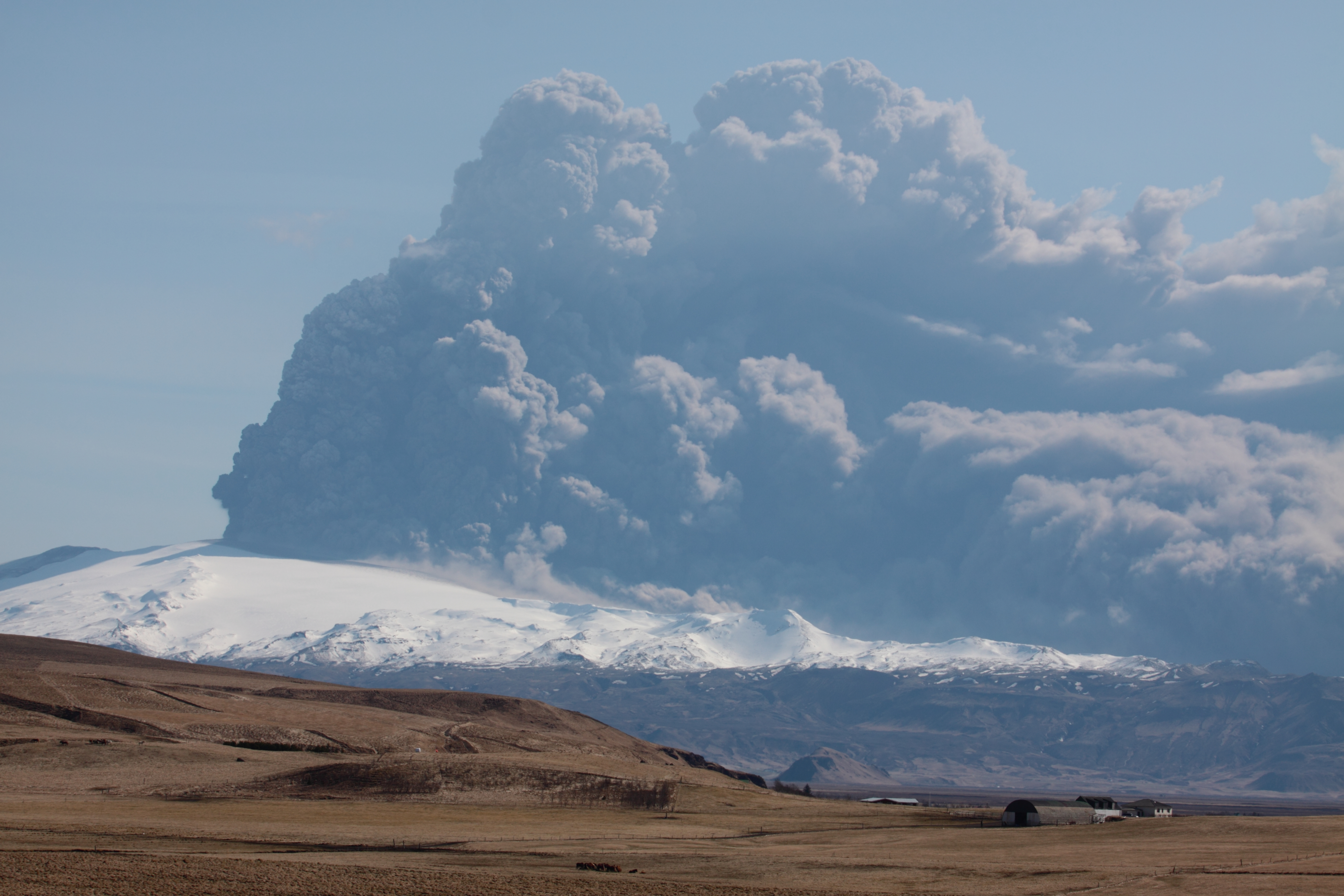
Penacho de ceniza producido por la erupción del Eyjafjallajökull de 2010.

La ceniza volcánica es una composición de partículas de roca y mineral muy finas (de menos de dos milímetros de diámetro) eyectadas por una apertura volcánica.

## Composición de una nube volcánica

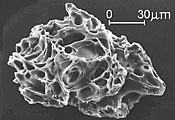
Partícula de ceniza vesiculada proveniente del monte Santa Helena.

En el contexto de la vulcanología la palabra ceniza está restringido a partículas de roca y minerales de un diámetro menor a 2 mm que son expulsadas de una apertura volcánica. A diferencia de la ceniza, se denomina material piroclastico o tefra a cualquier material expulsado de manera explosiva de una apertura volcánica sin importar el tamaño.

## Formación

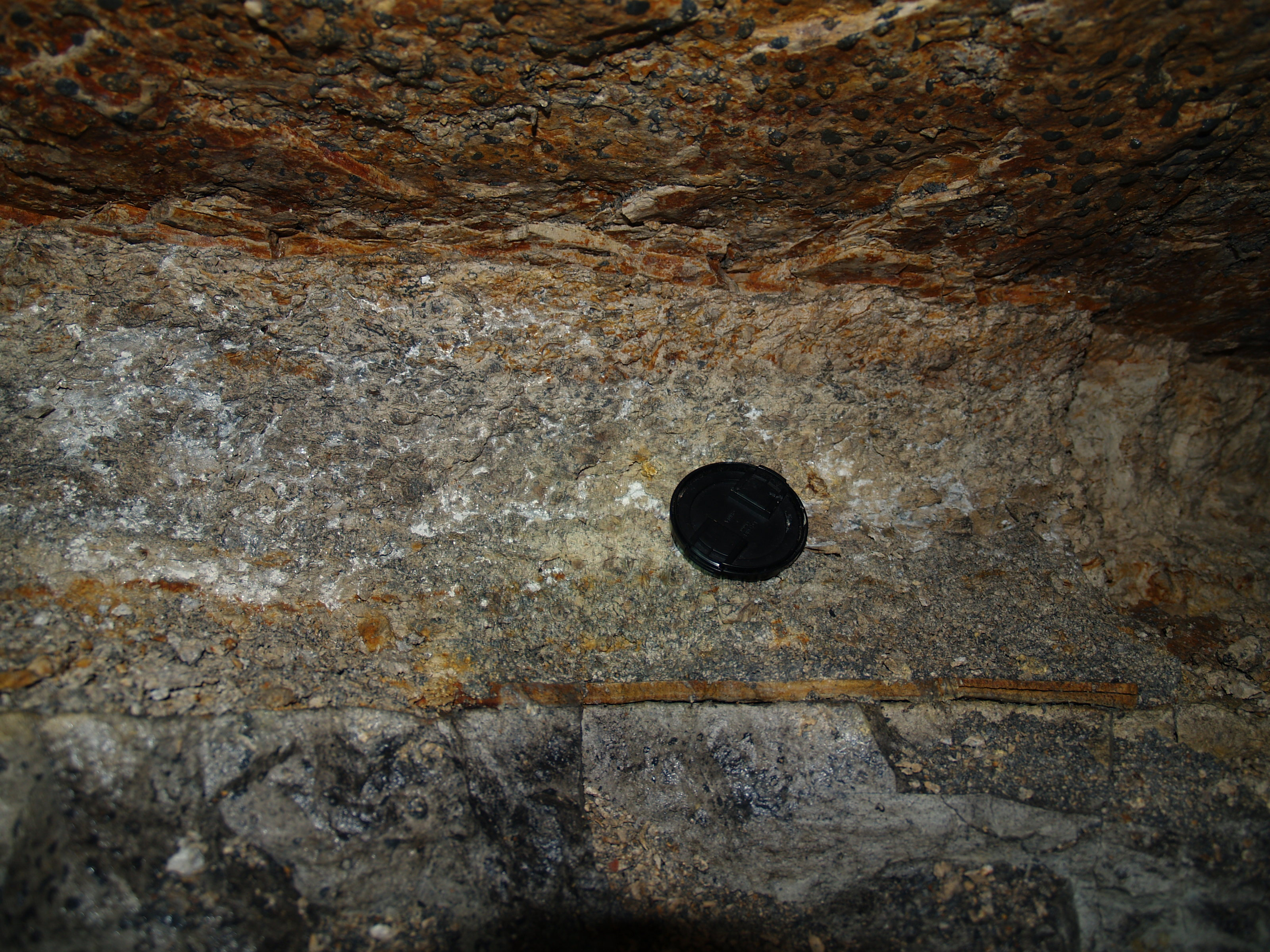
454 millones de años de volcán

La ceniza volcánica se origina en erupciones, habiendo tres formas básicas de formación: magmática, freatomagmática/hidrovolcánica y freáticas. En una misma erupción pueden darse distintas formaciones de estas cenizas.
En las erupciones o fases de erupciones magmáticas, la liberación de gases en un magma, producto de descompresión, cuando el magma se aproxima a la superficie terrestre, produce la fragmentación del material en partículas finas. Las erupciones hawaianas producen cenizas vítreas con formas suaves y aerodinámicas, como gotas y esferas, así como cabellos de Pele, escoria y vidrio irregular.
En las erupciones freatomagmáticas el magma entra en contacto con agua subterránea o algún otro cuerpo de agua (incluyendo hielo y nieve) produciéndose un enfriamiento y fragmentación explosiva del magma. Si una erupción volcánica ocurre dentro de un glaciar, el agua fría se mezcla rápidamente con la lava creando pequeños fragmentos cristalinos, que pueden crear una gran nube de ceniza rica en pequeños cristales y que son especialmente peligrosos para la aviación.
Por último también se puede producir ceniza durante erupciones freáticas, es decir por explosiones de vapor y agua en un volcán.

## Peligros y efectos sobre la salud
No todas las cenizas tienen el mismo potencial de inducir daño a salud, en especial si se compara la ceniza dañina de una explosión volcánica reciente con ceniza sedimentada. El contacto con ceniza caliente de un flujo u oleada piroclástica casi siempre causan la muerte por quemaduras o asfixia. La acumulación de ceniza en techos puede causar su colapso dando de paso muerte a las personas que se encuentren bajo el techo.
Ojos, nariz y la garganta suelen presentar síntomas tras la caída de ceniza o tras la exposición al aire con ceniza. La exposición a cenizas suspendidas en aire puede generar síntomas respiratorios como disminución en el flujo expiratorio forzado y un incremento en la sintomatología respiratoria. Las cenizas pueden generar broncoespamos en la vía respiratoria en infantes y adolescentes. La ceniza también se sabe haber causado irritación tanto en las vías respiratorias como en la piel. Poblaciones humanas en áreas de caída de ceniza también han registrado estrés y fluorosis en dientes y huesos así como mayor incidencia de mesotelioma pleural maligno, carcinoma, fibrosis pulmonar y daños en el ADN. Otras alteraciones de la salud detectadas en personas expuestas a cenizas incluyen una disminución de los niveles de las proteínas C3 y C4 y de inmunoglobulina G.

## Suelos de ceniza volcánica

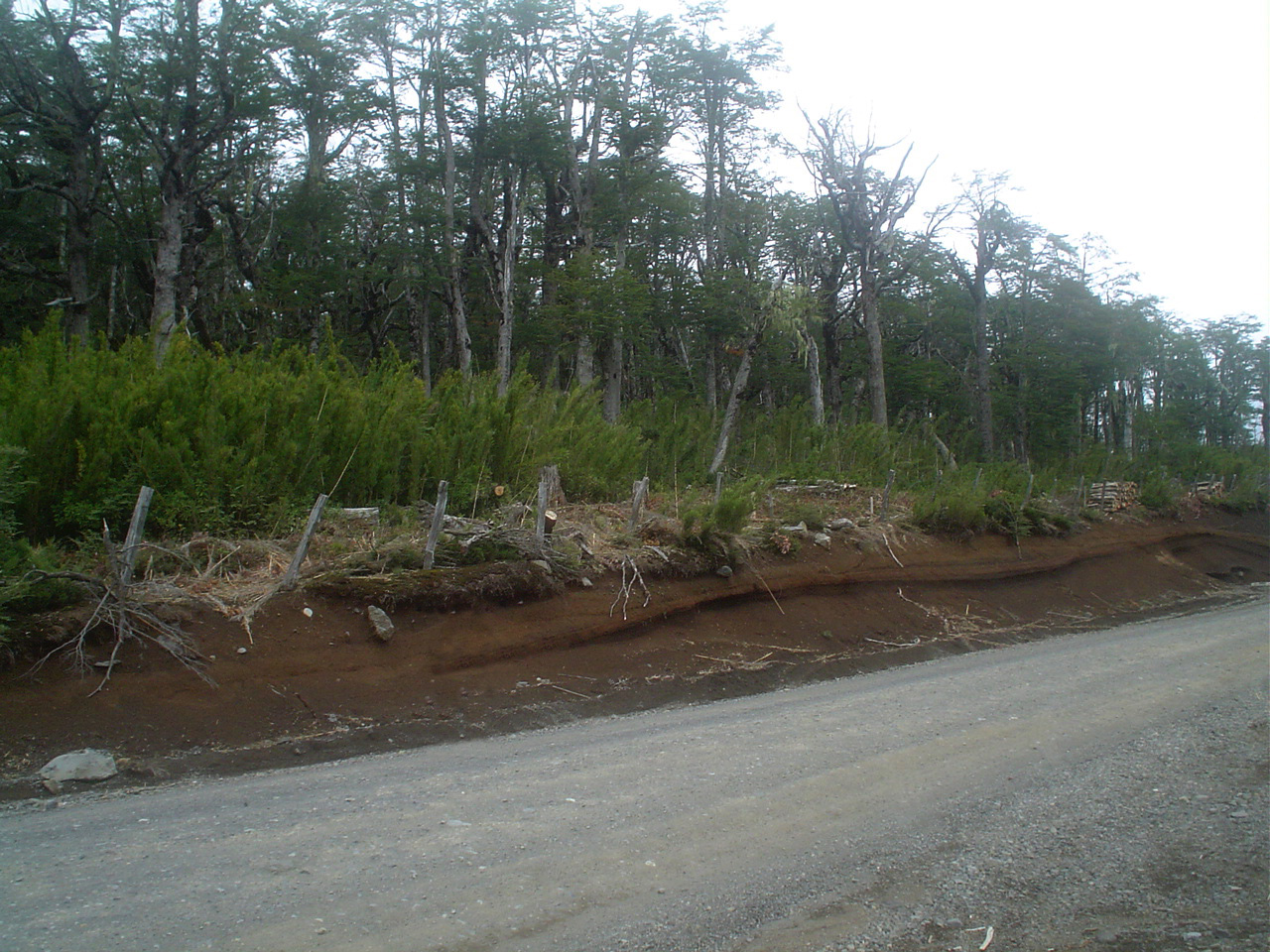
Suelo de tefra y ceniza volcánica expuesto en el camino hacia la base del volcán Villarrica en el parque nacional Villarrica, Chile.

Los suelos de ceniza volcánica comprenden el 0,84 % de la superficie terrestre sobre el nivel del mar o 124.000 ha. Estos suelos se distribuyen únicamente en zonas de volcanes activos o recientemente extintos. 60 % de los suelos de ceniza se hallan en países tropicales. A pesar de cubrir solo una pequeña parte de la superficie terrestre los suelos de ceniza son un importante recurso debido a la gran cantidad de población que vive sobre ellos.